# Pauesia momicola
Pauesia momicola är en stekelart som beskrevs av Watanabe och Hajimu Takada 1965. Pauesia momicola ingår i släktet Pauesia och familjen bracksteklar. Inga underarter finns listade i Catalogue of Life.